# Simon Rex
Simon Rex Cutright (San Francisco, 20 de julho de 1974) é um ator, rapper, personalidade televisiva, ex-modelo e ex-VJ da MTV americano.

## Biografia
Simon Rex iniciou a sua carreira no mundo do entretenimento em 1993, sendo fotografado nu pelo fotógrafo Brad Posey e aparecendo em alguns filmes pornográficos, nos quais se apresentava sob o nome "Sebastian" e aparecia se masturbando. Rex afirmou mais tarde que aceitou estes trabalhos por incitamento da sua namorada da altura, uma vez que ambos precisavam de dinheiro para aluguel, assim como para se alimentarem a eles próprios e ao filho da namorada.
No ano seguinte, Rex se tornou um renomado modelo.
Em 1995, se tornou VJ da MTV, tendo desempenhado esse trabalho durante cerca de dois anos. 
Depois ele começou a fazer séries de TV até chegar em filmes convencionais e sua popularidade aumentou.
Rex apareceu nos videoclipes de "She Wants to Move" (N.E.R.D), "TiK ToK" (Kesha) e "Sexy and I Know It" (LMFAO).
O artista também tem um projeto musical, enquanto rapper, com o seu alter-ego Dirt Nasty.

## Discografia
| Ano  | Álbum      | Gravadora           | Tipo  |
| ---- | ---------- | ------------------- | ----- |
| 2007 | Dirt Nasty | Shoot to Kill Music | Indie |

## Filmografia
| Ano       | Filme                                                    | Personagem                | Genêro            | Nota            |
| --------- | -------------------------------------------------------- | ------------------------- | ----------------- | --------------- |
| 1993      | Young, Hard & Solo #2                                    | Sebastian                 | Pornográfico      |                 |
| 1993      | Young, Hard & Solo #3                                    | Sebastian                 | Pornográfico      |                 |
| 1999–2001 | Jack&Jill                                                |                           | Comédia Romântica |                 |
| 2000      | Hot Sessions #11                                         | Sebastian                 | Pornográfico      | Filmado em 1993 |
| 2000      | Hot Sessions #12                                         | Sebastian                 | Pornográfico      | Filmado em 1993 |
| 2000      | Shriek If You Know What I Did Last Friday the Thirteenth | Slab O'Beef               | Comédia           |                 |
| 2003      | Scary Movie 3                                            | George Logan              | Comédia           |                 |
| 2006      | Scary Movie 4                                            | George Logan              | Comédia           |                 |
| 2008      | Superhero Movie                                          | Johnny Storm/Tocha Humana | Comédia           |                 |
| 2010      | Slightly Single in L.A.                                  | J.P.                      | Comédia Romântica |                 |
| 2013      | Scary Movie 5                                            | George Campbell           | Comédia           |                 |
| 2021      | Red Rocket                                               | Mikey Saber               | Comédia Dramática |                 |

## Séries de TV
Simon participou da 1ª temporada da série televisiva What I Like About You, estrelada por Amanda Bynes e Jennie Garth, no papel de Jeff, o namorado de Valerie. Também participou da série de TV Jack and Jill como Mikey Russo, de 1999 a 2001.

## Prêmios e indicações
| Ano  | Premiação                                 | Categoria                        | Obra       | Resultado | Ref           |
| ---- | ----------------------------------------- | -------------------------------- | ---------- | --------- | ------------- |
| 2021 | Los Angeles Film Critics Association      | Melhor Ator                      | Red Rocket | Venceu    | [ 2 ]         |
| 2021 | Mill Valley Film Festival                 | MVFF Award                       | Red Rocket | Venceu    | [ 3 ]         |
| 2021 | Newport Beach Film Festival               | Prêmio de atuação extraordinária | Red Rocket | Venceu    | [ 4 ]         |
| 2021 | SCAD Savannah Film Festival               | Spotlight Award                  | Red Rocket | Venceu    | [ 5 ] [ 6 ]   |
| 2021 | Chicago Film Critics Association          | Melhor Ator                      | Red Rocket | Indicado  | [ 7 ]         |
| 2021 | Gotham Awards                             | Melhor Protagonista              | Red Rocket | Indicado  | [ 8 ]         |
| 2022 | Independent Spirit Awards                 | Melhor Ator                      | Red Rocket | Venceu    | [ 9 ]         |
| 2022 | Seattle Film Critics Society              | Melhor Ator                      | Red Rocket | Indicado  | [ 10 ]        |
| 2022 | Austin Film Critics Association           | Melhor Ator                      | Red Rocket | Indicado  | [ 11 ] [ 12 ] |
| 2022 | Santa Barbara International Film Festival | Virtuoso Award                   | Red Rocket | Indicado  | [ 13 ]        |
| 2022 | National Society of Film Critics          | Melhor Ator                      | Red Rocket | Indicado  | [ 14 ]        |